# Puccinellia filifolia
Puccinellia filifolia är en gräsart som först beskrevs av Carl Bernhard von Trinius, och fick sitt nu gällande namn av Nikolai Nikolaievich Tzvelev. Puccinellia filifolia ingår i släktet saltgrässläktet, och familjen gräs. Inga underarter finns listade i Catalogue of Life.